# Скалонгі
Скалонгі (пол. Skałągi, нім. Skalung) — село в Польщі, у гміні Волчин Ключборського повіту Опольського воєводства.
Населення — 502 особи (2011).

## Демографія
Демографічна структура станом на 31 березня 2011 року:
|          | Загалом | Допрацездатний вік | Працездатний вік | Постпрацездатний вік |
| -------- | ------- | ------------------ | ---------------- | -------------------- |
| Чоловіки | 242     | 42                 | 179              | 21                   |
| Жінки    | 260     | 44                 | 161              | 55                   |
| Разом    | 502     | 86                 | 340              | 76                   |